# Condado de Cherokee (Carolina del Sur)
El condado de Cherokee (en inglés: Cherokee County, South Carolina), fundado en 1897, es uno de los 46 condados del estado estadounidense de Carolina del Sur. En el año 2000 tenía una población de 52 537 habitantes con una densidad poblacional de 52 personas por km². La sede del condado es Gaffney.

## Geografía
Según la Oficina del Censo, el condado tiene un área total de 1028 km² (396,9 mi²), de la cual 1018 km² (393,1 mi²) es tierra y 13 km² (5 mi²) es agua.

### Condados adyacentes
- Condado de Cleveland norte
- Condado de York este
- Condado de Union sur
- Condado de Spartanburg oeste
- Condado de Rutherford noroeste

## Demografía
En el 2000 la renta per cápita promedia del condado era de 33 787 $, y el ingreso promedio para una familia era de 39 393 $. El ingreso per cápita para el condado era de 16 421 $. En 2000 los hombres tenían un ingreso per cápita de 30 984 $ contra 21 298 $ para las mujeres. Alrededor del 23.90 % de la población estaba bajo el umbral de pobreza nacional.

## Lugares

### Ciudades y pueblos
- Blacksburg
- Chesnee
- Gaffney
- Smyrna

### Comunidades no incorporadas
- Draytonville
- East Gaffney
- Thicketty